# Tân Lợi (phường)
Tân Lợi là một phường thuộc thành phố Buôn Ma Thuột, tỉnh Đắk Lắk, Việt Nam. Phường  gồm 17 tổ dân phố (16 TDP và 1 buôn) và 4 khu phố
Phường có diện tích 14,07 km², dân số toàn phường tính đến hết năm là 30,018 người với mật độ dân số 863 người/km2
Với chủ tịch phường là Ông Vũ Hồng Quang (Tính tới thời điểm 31/10/2023).

## Hành chính
Phường Tân Lợi được chia thành 4 khu phố: Thắng Lợi, Trung Lợi, Ngãi Lợi, Hiệp Lợi